# تشيسترفيلد (نيوهامشير)
تشيسترفيلد (بالإنجليزية: Chesterfield, New Hampshire)‏ هي بلدة أمريكية تقع في الولايات المتحدة في Cheshire County. يقدر عدد سكانها بـ 3,604 نسمة ومساحتها 123.2 كم2 وترتفع عن سطح البحر 260 متر.

## معرض صور

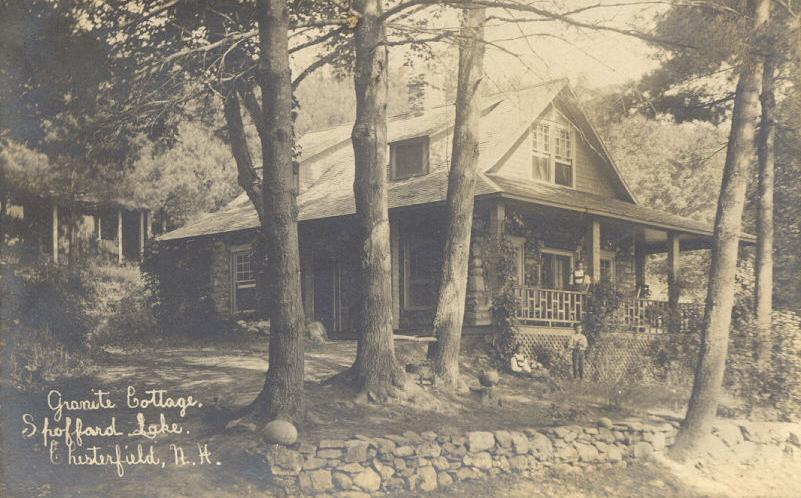
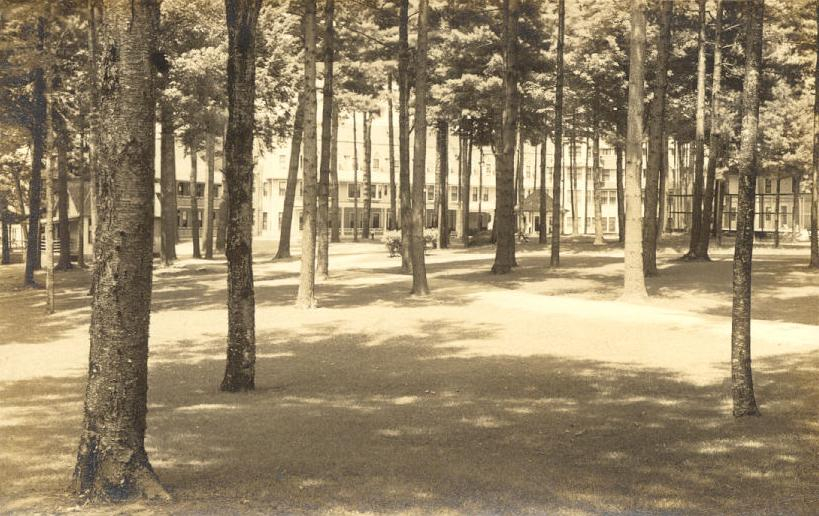
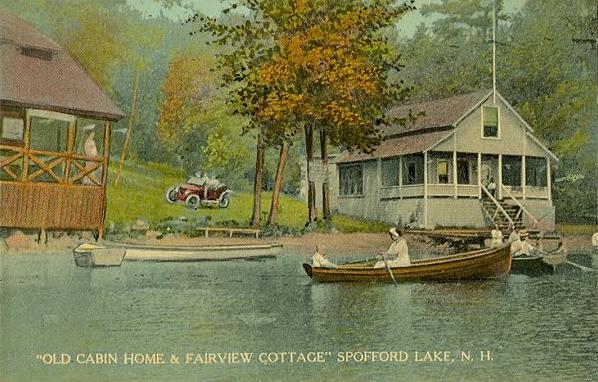

## أعلام
- هارلان فيسك ستون
- جون ديفيس بيرس
- لاركن جولدسميث ميد